# Super Senioren
Super Senioren was een tiendelige televisieserie uitgezonden door Omroep MAX in 2005.

## Programma-inhoud
Te zien waren twaalf (amateur)toneelspelers die onder begeleiding van regisseur Ursul de Geer toewerken naar de première van het komische toneelstuk Oude Nieuwe Vrienden geschreven door Jos Brink en bewerkt door Jon van Eerd. Het oorspronkelijke doel was vervolgens een tournee langs twintig theaters in Nederland, maar deze werd later ingekort.
De spelers waren in de leeftijd van 55 tot 83 jaar. Tijdens de repetities verbleven zij dertig dagen samen in Landhuis Overcinge in Havelte.

## Rolverdeling
| Rol                                                          | Acteur             |
| ------------------------------------------------------------ | ------------------ |
| Colette Bentink oud-actrice                                  | Rensina Reijnders  |
| Dick Grashof voormalig plantenkweker                         | Jan Boon           |
| Theo Spoelstra autoritaire directeur van het bejaardentehuis | Jeanette Inslegers |
| Marius Ardon oud-danser en nuffige revue-ster                | Luc Bos            |
| Trijntje Brink demente vrouw                                 | Jaap Hoogenhout    |
| Jo van Laarhoven-Step adellijke dame                         | An Deen            |
| Jos Smid bejaardenhelper en oude nicht                       | Edward Bosschieter |
| mw. van de Wetering voormalig visverkoopster                 | An Klarenbeek      |
| Bertus Ochtenrop voormalig broeder bij de G.G.D.             | Roel Box           |

De rol van Fientje Mus, oorspronkelijk gespeeld door Ans Drenth, is komen te vervallen nadat Drenth om gezondheidsredenen het gezelschap heeft verlaten.

### Overige functies
| Producent:                           | Albert Verlinde    |
| Regisseur:                           | Ursul de Geer      |
| Regie-assistente:                    | Jannie Wanders     |
| Productieleider:                     | Edward Bosschieter |
| Muzikale begeleiding en introductie: | Harry Koster       |
| Souffleuse (met rol op toneel):      | Jannie Wanders     |